# Åke Lundqvist (ingenjör)
Åke Lennart Lundqvist, född 6 januari 1932 i Ransäter, död 10 maj 2014 i Västermalms församling, Stockholm, var en svensk civilingenjör och företagsledare, och en av pionjärerna inom svensk mobiltelefoni.
Lundqvist tog civilingenjörsexamen i elektroteknik vid Kungliga Tekniska högskolan 1956. Hans första arbete efter examen blev vid Philips, och 1963 blev han konstruktionschef för mobil radio vid Svenska Radioaktiebolaget (SRA). Han blev senare teknisk chef för den civila avdelningen vid SRA och åren 1977 till 1988 var han verkställande direktör för SRA, som under denna tid döptes om från SRA Communications till Ericsson Radio Systems. Det var under denna period, och under Lundqvists ledning, som Ericsson etablerade sig som ett ledande namn inom radiokommunikation. Avgörande var att man åren runt 1980 kopplade ihop radioteknik med AXE-växelsystemet, och att man köpte upp de företag som behövdes för att få in nödvändig kompetens för radioutvecklingen.
Efter att 1988 ha förflyttats från Ericsson Radio Systems var han från 1989 chef för Ericsson GE Mobile Communications, vilket var Ericssons och General Electrics samriskföretag inom mobiltelefoni i USA. 1994 gick han i pension.
Lundqvist invaldes 1989 som ledamot av Ingenjörsvetenskapsakademien. 1991 promoverades han till hedersdoktor vid Chalmers tekniska högskola, samtidigt med Östen Mäkitalo. 1994 mottog Lundqvist KTH:s stora pris, som han delade med Östen Mäkitalo och Sven Olof Öhrvik.
Åke Lundqvist är gravsatt i minneslunden på Skogskyrkogården i Stockholm.